# Notas de Cozinha de Leonardo da Vinci

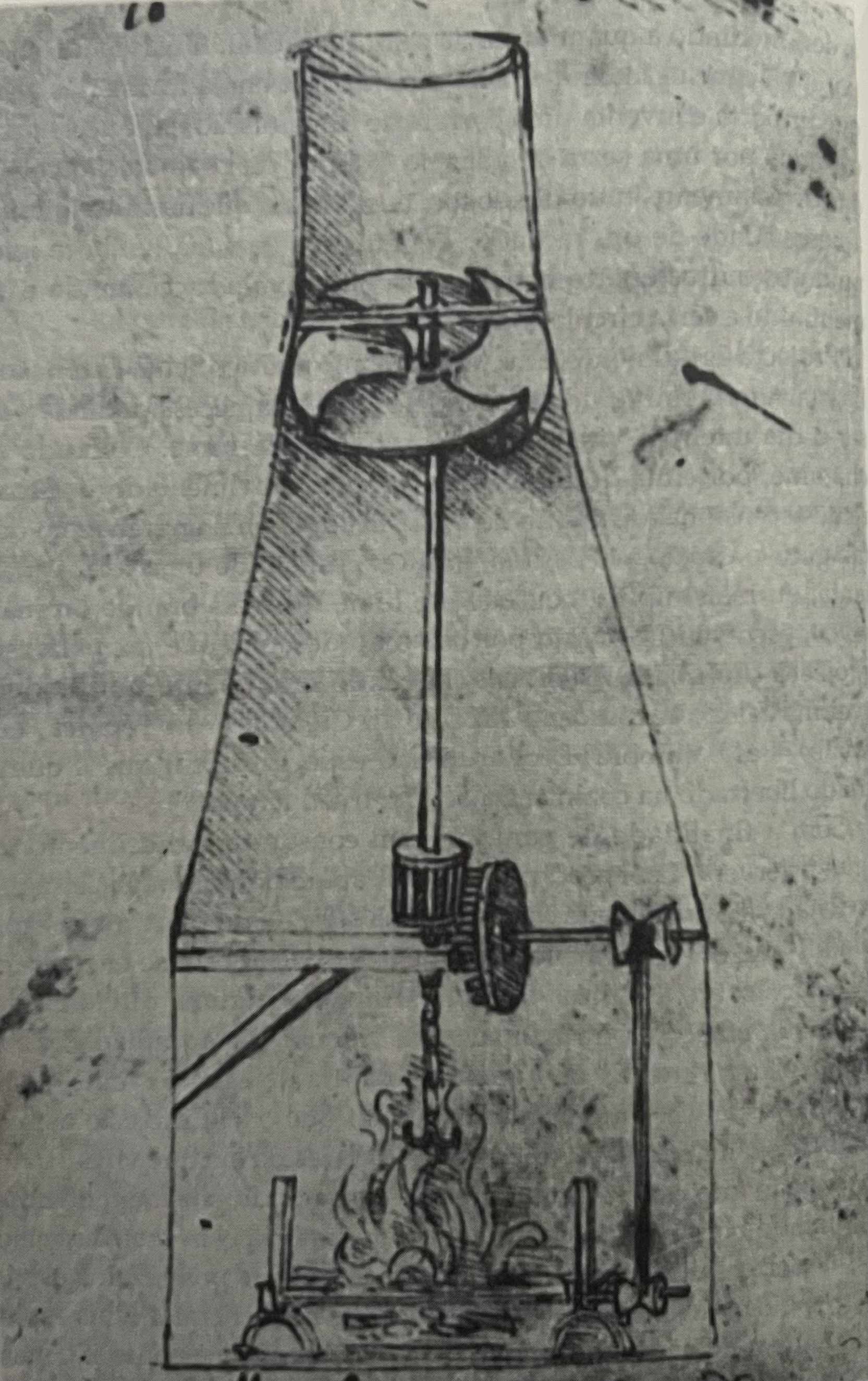
Assador automático

Que Leonardo di Ser Piero da Vinci tenha sido uma das figuras mais importantes do Renascimento, evidenciando-se em pintura, escultura, engenharia, matemática, anatomia, poesia, música e botânica, já todos nós sabíamos, mas o facto dele ser um exímio conhecedor da gastronomia é, para a grande parte das pessoas uma arte desconhecida.
Em 1980 foi descoberto o célebre “Codex Romanoff”, onde Leonardo da Vinci anotava todas as suas experiências na arte da culinária.

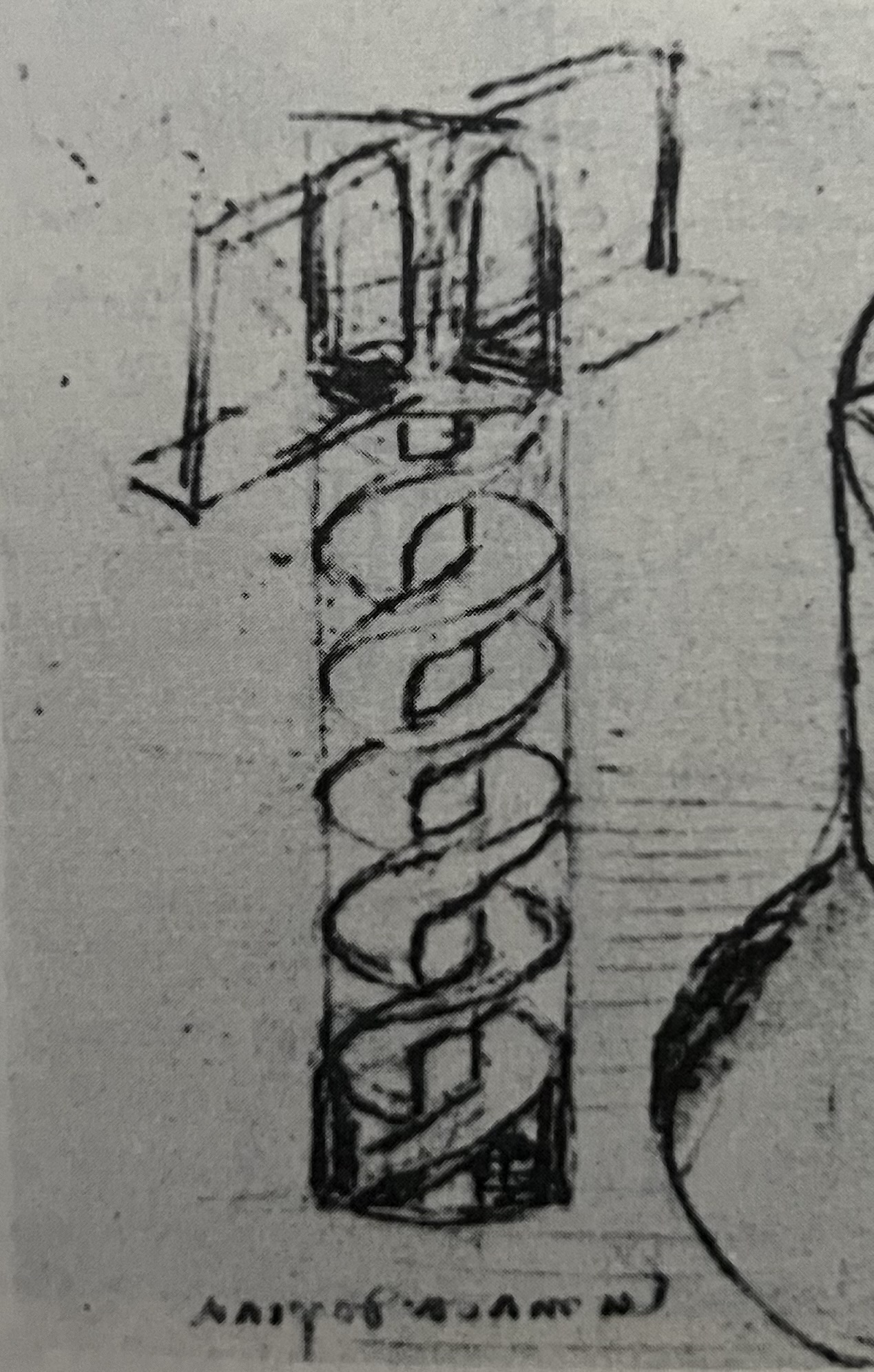
Máquina de sacar rolhas

Surgiu então o livro “Notas de Cozinha” de Leonardo da Vinci com Edições Temas da Atualidade, S.A.
Neste verdadeiro “tesouro” podemos acompanhar não só algumas das suas receitas como uma grande parte das máquinas que ele próprio inventou enquanto trabalhava na cozinha do seu amo Ludovico Sforza onde se manteve durante muitos anos.
As inúmeras ilustrações dos desenhos feitos para as muitas máquinas que utilizou enquanto cozinheiro do palácio La Sforza são perfeitamente fascinantes pois deram origem a grande parte dos instrumentos que ainda hoje em dia utilizamos nas cozinhas por exemplo: a máquina de esmagar alho, projeto de saca-rolhas para esquerdinos, moinho de pimenta, assador automático, entre outros 
Introduziu a cozinha vegetariana, e uma grande parte das suas receitas eram de baixo valor calórico, pois embora ele não repudiasse por completo a carne considerava que os legumes eram muito mais saudáveis, motivo pelo qual encontramos inúmeras receitas tais como: Empada de flores de sabugueiro, polenta com rebentos, espetadas de orelhas de porco, pavão assado, empada de cabeça de cabra, entre muitas outras receitas.
Como é possível averiguar estas receitas são totalmente inovadoras para a época pelo que se chama “ Nouvelle Cuisine” do Renascimento.
É magnífico observarmos os vários projetos desenhados para fazer o próximo palácio Sforza onde empregou: maçapão, gelatinas coloridas, trufas, entre outros
Para além de todas estas inovações que nos são apresentadas ao longo do livro encontramos as indicações para o comportamento dos convidados do seu amo, relativamente à etiqueta e boas maneiras de estar à mesa.

## Outras Ligações:
Livro " Notas de Cozinha de Leonardo da Vinci"- temas da actualidade
https://www.althum.com/index.php?cid=__catalogo&prid=*81703FCD21367B3CD2C561D3787BC90CCA6CCE0A